# Claudio Sulser
Claudio Sulser (ur. 8 października 1955 w Lugano) – piłkarz szwajcarski grający na pozycji napastnika. W reprezentacji Szwajcarii rozegrał 49 meczów i strzelił w nich 13 goli.

## Kariera klubowa
Swoją karierę piłkarską Sulser rozpoczął w klubie FC Mendrisio-Stabio, w którym występował w sezonie 1972/1973. W 1973 roku odszedł do FC Vevey Sports 05. W 1974 roku awansował z nim z drugiej do pierwszej ligi, ale na tym poziomie rozgrywek z Vevey grał tylko przez sezon. W Vevey Sports grał do końca 1976 roku.
Na początku 1977 roku Sulser przeszedł do Grasshoppers Zurych. Z klubem tym osiągnął największe sukcesy w swojej karierze. W sezonach 1977/1978, 1981/1982, 1982/1983 i 1983/1984 wywalczył cztery tytuły mistrza Szwajcarii. W sezonie 1982/1983 zdobył też Puchar Szwajcarii. W sezonach 1979/1980 i 1981/1982 zostawał królem strzelców ligi z odpowiednio 25 i 22 zdobytymi golami. W 1982 roku Sulser został wybrany Piłkarzem Roku w Szwajcarii. W Grasshoppers występował do końca sezonu 1985/1986.
W 1986 roku Sulser odszedł z Grasshoppers do FC Lugano. W klubie tym występował przez trzy lata. W 1989 roku zakończył swoją karierę.
| Sezon   | Klub                | Kraj       | Rozgrywki      | Mecze | Bramki |
| ------- | ------------------- | ---------- | -------------- | ----- | ------ |
| 1972/73 | FC Mendrisio-Stabio | Szwajcaria | Nationalliga B | 7     | 2      |
| 1973/74 | Vevey Sports        | Szwajcaria | Nationalliga B | ?     | ?      |
| 1974/75 | Vevey Sports        | Szwajcaria | Nationalliga A | ?     | ?      |
| 1975/76 | Vevey Sports        | Szwajcaria | Nationalliga B | ?     | ?      |
| 1976/77 | Vevey Sports        | Szwajcaria | Nationalliga B | ?     | ?      |
| 1976/77 | Grasshoppers Zurych | Szwajcaria | Nationalliga A | ?     | ?      |
| 1977/78 | Grasshoppers Zurych | Szwajcaria | Nationalliga A | ?     | ?      |
| 1978/79 | Grasshoppers Zurych | Szwajcaria | Nationalliga A | 26    | 9      |
| 1979/80 | Grasshoppers Zurych | Szwajcaria | Nationalliga A | 36    | 25     |
| 1980/81 | Grasshoppers Zurych | Szwajcaria | Nationalliga A | 26    | 10     |
| 1981/82 | Grasshoppers Zurych | Szwajcaria | Nationalliga A | 26    | 22     |
| 1982/83 | Grasshoppers Zurych | Szwajcaria | Nationalliga A | 29    | 14     |
| 1983/84 | Grasshoppers Zurych | Szwajcaria | Nationalliga A | 20    | 8      |
| 1984/85 | Grasshoppers Zurych | Szwajcaria | Nationalliga A | 8     | 4      |
| 1985/86 | Grasshoppers Zurych | Szwajcaria | Nationalliga A | 21    | 9      |
| 1986/87 | FC Lugano           | Szwajcaria | Nationalliga A | ?     | ?      |
| 1987/88 | FC Lugano           | Szwajcaria | Nationalliga A | 14    | 8      |
| 1988/89 | FC Lugano           | Szwajcaria | Nationalliga A | ?     | ?      |

## Kariera reprezentacyjna
W reprezentacji Szwajcarii Sulser zadebiutował 30 marca 1977 roku w przegranym 0:1 towarzyskim meczu z Portugalią. W swojej karierze grał w: eliminacjach do MŚ 1978, Euro 80, MŚ 1982, Euro 84, MŚ 1986 i Euro 88. Od 1977 do 1986 roku rozegrał w kadrze narodowej 49 meczów i strzelił w nich 13 goli.